# 조영재 (1942년)
조영재(趙永載, 1942년 2월 7일~2012년 10월 10일)는 대한민국의 정치인으로, 제15대 국회의원을 지냈다.

## 학력
- 유성중학교
- 국립체신고등학교
- 한국방송통신대학교 행정학과
- 경기대학교 행정학과
- 서울대학교 행정대학원(행정학 석사)

## 상훈
- 홍조근정훈장

## 역대 선거 결과
|  | 40.50% |

|  | 14.90% |

|  | 15.95% |

|  | 6.32% |

## 저서
- 《서정쇄신론》(1980, 율성사)
- 《떡장수 아들의 꿈 : 조영재 인생 이야기》(1995, 고려원) ISBN 8912121731
- 《다시 쓴 떡장수 아들의 꿈 : 조영재 인생 이야기》(1997, 고려원) ISBN 8912121731